# Питер Кален
Питер Кален (енгл. Peter Cullen; Монтреал, 28. јул 1941) је канадски глумац.
Најпознатији је по улози Оптимуса Прајма и Ајронхајда у оригиналним Трансформерсима (поновио је улогу Оптимуса у играном филму Трансформерси). У његове значајне улоге спадају још и Чистач (Ramrod) у анимеу Сабља и Звездани шерифи и наратор у серији Волтрон. Појављивао се и у серијама Симпсонови, Спајдермен, Megas XLR, Џи Ај Џо, Вини Пу и Динорајдерс, а обезбедио је и глас за Хогара Страшног у цртаном филму "Hägar the Horrible: Hagar Knows Best".
Поред играног филма Трансформерси, од играних филмова се може издвојити Предатор, где је обезбедио гласовне ефекте за самог Предатора (у наставку га је заменио Хал Рејл), као и Трансформерси: Освета пораженог (Оптимус Прајм).
Осим тога, радио је и трејлере за филмове и видео-игре, а радио је и као водитељ на радију.